# جامعة إنديانا
جامعة إنديانا بلومنغتون هي جامعة أمريكية تقع في ولاية إنديانا، وتعدّ من أهم وأكبر الجامعات في ولاية إنديانا الأمريكية، لها 9 أفرع، ومقرها الرئيسي في مدينة بلومنغتون.

## خريجون بارزون
- عيسى الشاهين
- جورج صبرة
- جيمس واتسون
- جيمي ويلز
- حسن الشامي
- روبرت جيتس
- لبنى العليان
- عبيدة فرج الله

## أساتذة بارزون
- حسن الشامي